# Équipe de France féminine de cyclisme sur route
Pour les articles homonymes, voir Équipe de France de cyclisme sur route et Équipe de France.
L'équipe de France féminine de cyclisme sur route est la sélection de cyclistes françaises, réunies lors de compétitions internationales (les championnats d'Europe, du monde et les Jeux olympiques notamment) sous l'égide de la Fédération française de cyclisme.

## Palmarès

### Jeux olympiques

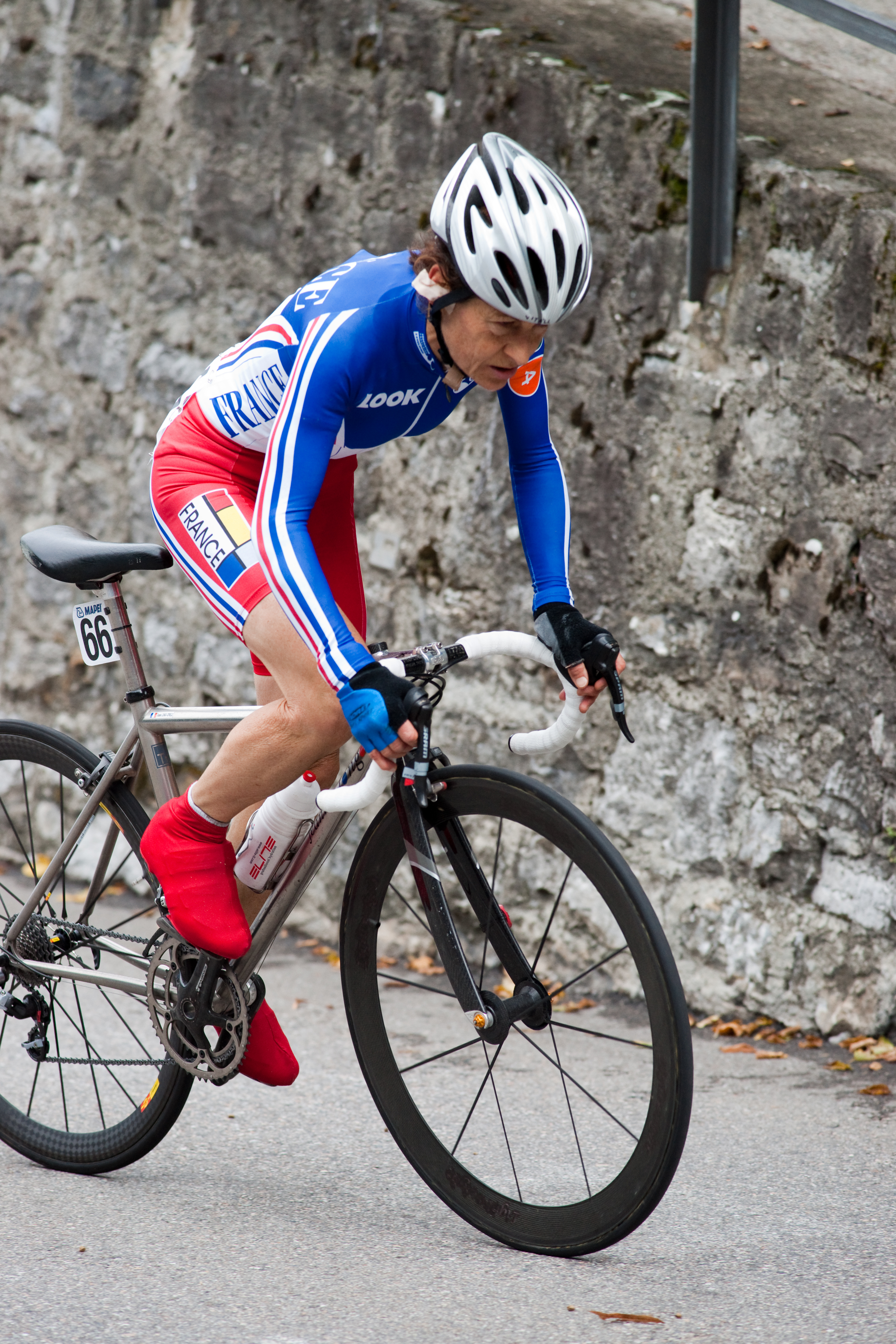
Jeannie Longo avec le maillot de l'équipe de France.

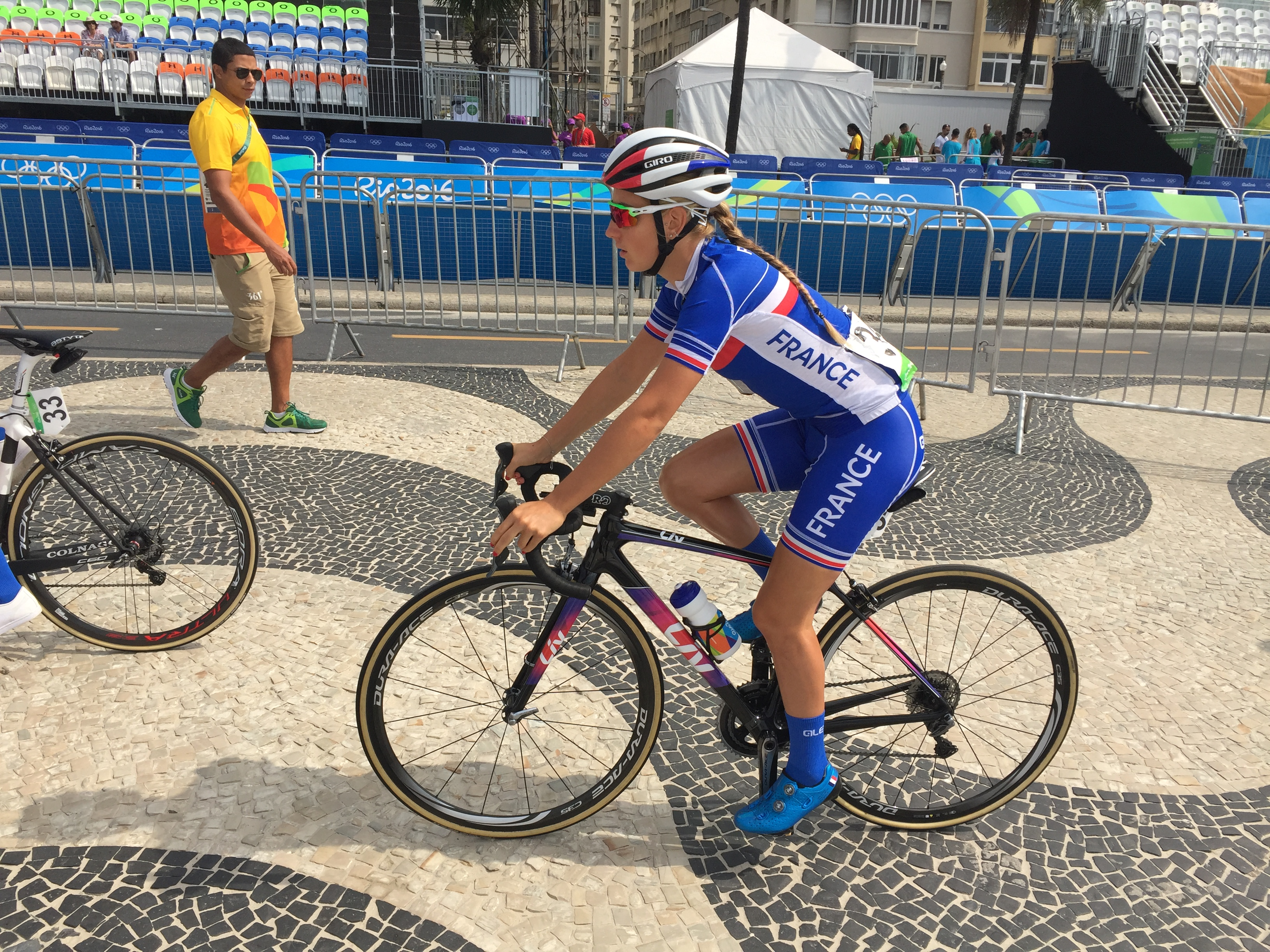
Pauline Ferrand-Prévot, avec le maillot de l'équipe de France, lors des Jeux olympiques 2016.

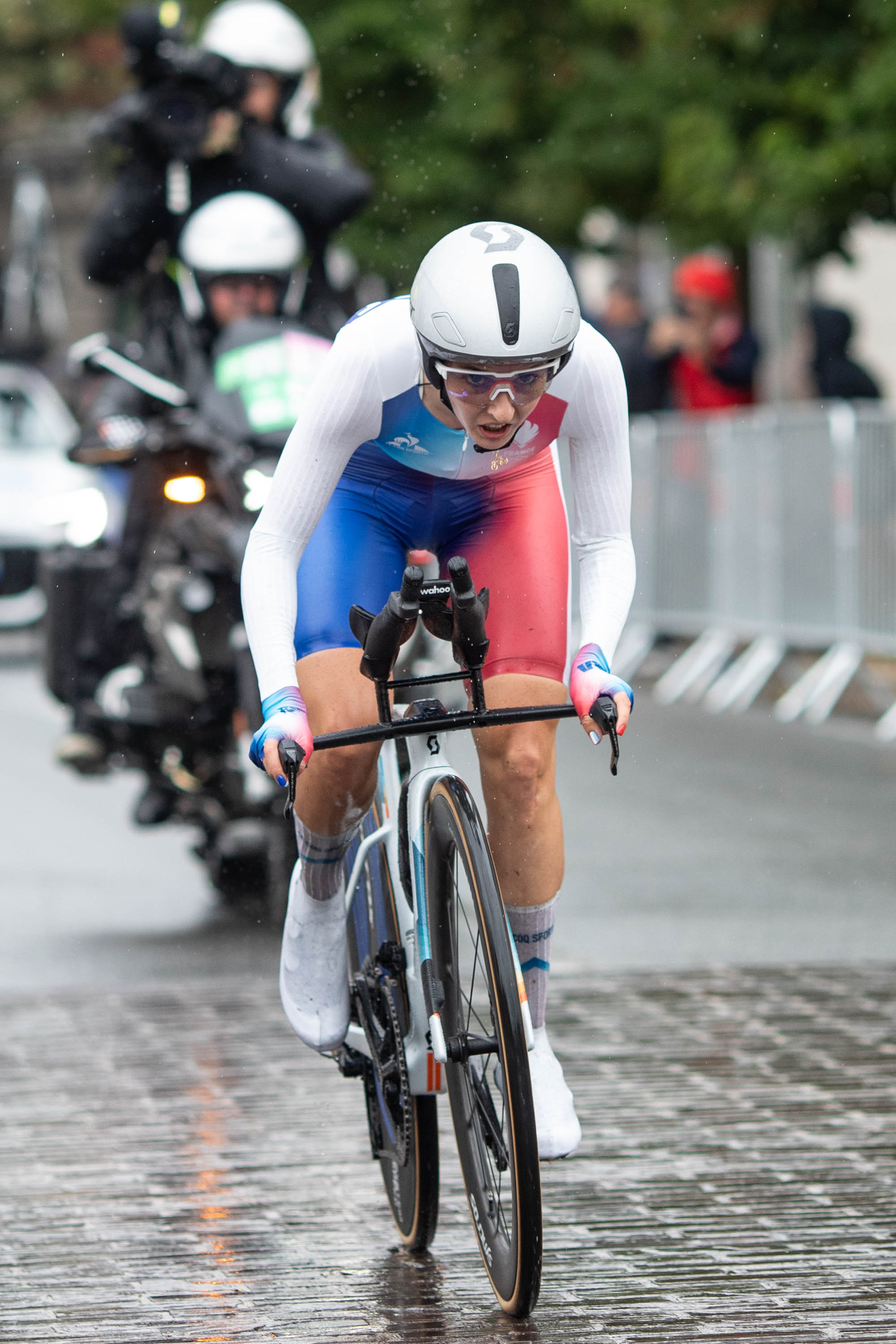
Juliette Labous lors des Jeux olympiques 2024.

#### Course en ligne
L'épreuve de course en ligne féminine est introduite aux Jeux olympiques en depuis 1984.
| Médaille d'or          | Médaille d'argent      | Médaille de bronze |
| ---------------------- | ---------------------- | ------------------ |
| - 1996 : Jeannie Longo | - 1992 : Jeannie Longo |                    |

#### Contre-la-montre individuel
L'épreuve de contre-la-montre individuel féminin est organisée aux Jeux olympiques depuis 1996.
| Médaille d'or | Médaille d'argent      | Médaille de bronze     |
| ------------- | ---------------------- | ---------------------- |
|               | - 1996 : Jeannie Longo | - 2000 : Jeannie Longo |

### Championnats du monde de cyclisme sur route

#### Course en ligne
Le championnat du monde de course en ligne féminin est organisé depuis 1958.
| Médaille d'or | Médaille d'argent | Médaille de bronze                               |
| --- | --- | ------------------------------------------------ |
| - 1972 : Geneviève Gambillon - 1974 : Geneviève Gambillon - 1977 : Josiane Bost - 1985 : Jeannie Longo - 1986 : Jeannie Longo - 1987 : Jeannie Longo - 1989 : Jeannie Longo - 1990 : Catherine Marsal - 1995 : Jeannie Longo - 2014 : Pauline Ferrand-Prévot | - 1975 : Geneviève Gambillon - 1981 : Jeannie Longo - 1989 : Catherine Marsal - 1993 : Jeannie Longo - 1995 : Catherine Marsal | - 1997 : Catherine Marsal - 2001 : Jeannie Longo |

#### Contre-la-montre individuel
Le championnat du monde de contre-la-montre féminin est organisé depuis 1994.
| Médaille d'or                                                                               | Médaille d'argent                                | Médaille de bronze     |
| ------------------------------------------------------------------------------------------- | ------------------------------------------------ | ---------------------- |
| - 1995 : Jeannie Longo - 1996 : Jeannie Longo - 1997 : Jeannie Longo - 2001 : Jeannie Longo | - 1996 : Catherine Marsal - 2000 : Jeannie Longo | - 1994 : Jeannie Longo |

#### Contre-la-montre par équipes nationales
Le championnat du monde de contre-la-montre par équipes nationales est organisé à partir de 1987 à 1994.
| Médaille d'or                                                         | Médaille d'argent                                                  | Médaille de bronze                                                     |
| --------------------------------------------------------------------- | ------------------------------------------------------------------ | ---------------------------------------------------------------------- |
| - 1991 : Marion Clignet Nathalie Gendron Catherine Marsal Cécile Odin | - 1992 : Corinne Le Gal Jeannie Longo Catherine Marsal Cécile Odin | - 1989 : Nathalie Cantet Catherine Marsal Cécile Odin Valérie Simonnet |

#### Contre-la-montre par équipes de relais mixte
Le championnat du monde de contre-la-montre par équipes de relais mixte est organisé à partir de 2019. Le temps des trois coureuses est additionné au temps des trois coureurs de l'équipe masculine.
| Médaille d'or | Médaille d'argent                                                                                                  | Médaille de bronze |
| ------------- | --- | ------------------ |
|               | - 2023 : ♂ Bruno Armirail ♂ Rémi Cavagna ♂ Bryan Coquard ♀ Audrey Cordon-Ragot ♀ Cédrine Kerbaol ♀ Juliette Labous |                    |

### Championnats d'Europe de cyclisme sur route

#### Contre-la-montre par équipes de relais mixte
Le championnat du monde de contre-la-montre par équipes de relais mixte est organisé à partir de 2019. Le temps des trois coureuses est additionné au temps des trois coureurs de l'équipe masculine.
| Médaille d'or | Médaille d'argent | Médaille de bronze |
| --- | ----------------- | ------------------ |
| - 2023 : ♂ Bruno Armirail ♂ Rémi Cavagna ♂ Benjamin Thomas ♀ Audrey Cordon-Ragot ♀ Cédrine Kerbaol ♀ Juliette Labous |                   |                    |

## Entraîneurs nationaux
- 1993-1999 : Pascale Ranucci[1]
- 2006-2009 : Gérard Brocks[2]
- 2010-2013 : Dany Bonnoront[2],[3]
- 2014-2018 : Sandrine Guirronnet[3]
- Depuis 2018 : Paul Brousse

## Liste des sélections

### Jeux olympiques
| Édition             | Sélectionneur       | Coureuses sélectionnées en course-en-ligne                            | Coureuses sélectionnées en contre-la-montre |
| ------------------- | ------------------- | --------------------------------------------------------------------- | ------------------------------------------- |
| Los Angeles 1984    |                     | Dominique Damiani Marielle Guichard Jeannie Longo (Route) Cécile Odin | –                                           |
| Séoul 1988          |                     | Jeannie Longo (Route) Catherine Marsal Cécile Odin                    | –                                           |
| Barcelone 1992      |                     | Marion Clignet · Jeannie Longo (Route) · Catherine Marsal             | –                                           |
| Atlanta 1996        | Pascale Ranucci     | Marion Clignet · Jeannie Longo · Catherine Marsal (Route)             | Marion Clignet (Clm) · Jeannie Longo        |
| Sydney 2000         |                     | Magali Le Floc'h Jeannie Longo (Route) Catherine Marsal               | Jeannie Longo (Clm) · Catherine Marsal      |
| Athènes 2004        |                     | Sonia Huguet Jeannie Longo (Route) Edwige Pitel                       | Jeannie Longo Edwige Pitel (Clm)            |
| Pékin 2008          | Gérard Brocks       | Christel Ferrier-Bruneau Jeannie Longo (Route) Maryline Salvetat      | Jeannie Longo (Clm) Maryline Salvetat       |
| Londres 2012        | Dany Bonnoront      | Aude Biannic Audrey Cordon Pauline Ferrand-Prévot                     | Audrey Cordon                               |
| Rio De Janeiro 2016 | Sandrine Guirronnet | Audrey Cordon-Ragot Pauline Ferrand-Prévot                            | Audrey Cordon-Ragot (Clm)                   |
| Tokyo 2020          | Paul Brousse        | Juliette Labous                                                       | Juliette Labous                             |
| Paris 2024          | Paul Brousse        | Victoire Berteau Audrey Cordon-Ragot Juliette Labous (Route)          | Audrey Cordon-Ragot (Clm) Juliette Labous   |

### Championnats du monde
| Édition | Sélectionneur       | Coureuses sélectionnées en course-en-ligne                                                                                  | Coureuses sélectionnées en contre-la-montre |
| ------- | ------------------- | --- | ------------------------------------------- |
| 2008    | Gérard Brocks       | Karine Gautard-Roussel Julie Krasniak Jeannie Longo (Route) Edwige Pitel Maryline Salvetat Élodie Touffet                   | Jeannie Longo (Clm) Edwige Pitel            |
| 2009    | Gérard Brocks       | Sophie Creux Christel Ferrier-Bruneau (Route) Karine Gautard-Roussel Julie Krasniak Jeannie Longo Edwige Pitel              | Jeannie Longo (Clm)                         |
| 2010    | Dany Bonnoront      | Sophie Creux Christel Ferrier-Bruneau Jeannie Longo Edwige Pitel                                                            | Jeannie Longo (Clm)                         |
| 2011    | Dany Bonnoront      | Aude Biannic Audrey Cordon Magdalena de Saint-Jean Christel Ferrier-Bruneau (Route) Julie Krasniak Mélodie Lesueur          | Christel Ferrier-Bruneau Mélodie Lesueur    |
| 2012    | Dany Bonnoront      | Sandrine Bideau Audrey Cordon Sophie Creux Pauline Ferrand-Prévot Edwige Pitel Amélie Rivat                                 | Audrey Cordon Edwige Pitel                  |
| 2013    | Dany Bonnoront      | Aude Biannic Audrey Cordon Élise Delzenne (Route) Pauline Ferrand-Prévot Christel Ferrier-Bruneau Edwige Pitel              | Audrey Cordon Mélodie Lesueur               |
| 2014    | Sandrine Guirronnet | Aude Biannic · Audrey Cordon · Élise Delzenne · Eugénie Duval · Pauline Ferrand-Prévot (Route) · Amélie Rivat               | Aude Biannic Audrey Cordon                  |
| 2015    | Sandrine Guirronnet | Aude Biannic Audrey Cordon-Ragot Élise Delzenne Pauline Ferrand-Prévot (Route) Roxane Fournier Pascale Jeuland Amélie Rivat | Aude Biannic Audrey Cordon-Ragot (Clm)      |
| 2016    | Sandrine Guirronnet | Aude Biannic Audrey Cordon-Ragot Coralie Demay Eugénie Duval Roxane Fournier Pascale Jeuland                                | Audrey Cordon-Ragot (Clm)                   |
| 2017    | Sandrine Guirronnet | Aude Biannic Audrey Cordon-Ragot Élise Delzenne Eugénie Duval Pauline Ferrand-Prévot Juliette Labous                        | Audrey Cordon-Ragot (Clm) Juliette Labous   |
| 2018    | Paul Brousse        | Aude Biannic (Route) Audrey Cordon-Ragot Anabelle Dreville Eugénie Duval Edwige Pitel Juliette Labous                       | Audrey Cordon-Ragot (Clm) Juliette Labous   |

| Édition | Sélectionneur | Coureuses sélectionnées en course-en-ligne                                                                                         | Coureuses sélectionnées en contre-la-montre | Coureuses sélectionnées pour le relais mixte                    |
| ------- | ------------- | --- | ------------------------------------------- | --------------------------------------------------------------- |
| 2019    | Paul Brousse  | Aude Biannic Audrey Cordon-Ragot Eugénie Duval Séverine Eraud Juliette Labous Évita Muzic                                          | Audrey Cordon-Ragot Juliette Labous         | Aude Biannic Coralie Demay Séverine Eraud (Clm)                 |
| 2020    | Paul Brousse  | Audrey Cordon-Ragot (Route) Victorie Guilman Juliette Labous Sandra Levenez Évita Muzic                                            | Audrey Cordon-Ragot Juliette Labous (Clm)   | épreuve annulée                                                 |
| 2021    | Paul Brousse  | Aude Biannic Audrey Cordon-Ragot Eugénie Duval Roxane Fournier Juliette Labous Évita Muzic (Route)                                 | Audrey Cordon-Ragot (Clm) Juliette Labous   | Marion Borras Clara Copponi Coralie Demay                       |
| 2022    | Paul Brousse  | Aude Biannic Coralie Demay Juliette Labous Marie Le Net Evita Muzic Gladys Verhulst Jade Wiel                                      | Juliette Labous Marie Le Net                | Aude Biannic Coralie Demay Juliette Labous                      |
| 2023    | Paul Brousse  | Victoire Berteau (Route) Aude Biannic Clara Copponi Audrey Cordon-Ragot Cédrine Kerbaol Juliette Labous Marie Le Net               | Cédrine Kerbaol (Clm) Juliette Labous       | · Audrey Cordon-Ragot · Cédrine Kerbaol (Clm) · Juliette Labous |
| 2024    | Paul Brousse  | Marion Bunel Audrey Cordon-Ragot Léa Curinier Pauline Ferrand-Prévot Cédrine Kerbaol Juliette Labous (Route) Évita Muzic Jade Wiel | Cédrine Kerbaol Juliette Labous             | Audrey Cordon-Ragot (Clm) Cédrine Kerbaol Juliette Labous       |

### Jeux européens
| Édition | Sélectionneur | Coureurs sélectionnés en course-en-ligne                                                  | Coureurs sélectionnés en contre-la-montre |
| ------- | ------------- | ----------------------------------------------------------------------------------------- | ----------------------------------------- |
| 2019    | Paul Brousse  | Eugénie Duval Roxane Fournier Maëlle Grossetête Pascale Jeuland-Tranchant Gladys Verhulst | –                                         |

### Championnats d'Europe
| Édition | Sélectionneur       | Coureuses sélectionnées en course-en-ligne                                                                                                 | Coureuses sélectionnées en contre-la-montre                             |
| ------- | ------------------- | --- | ----------------------------------------------------------------------- |
| 2016    | Sandrine Guirronnet | Aude Biannic Charlotte Bravard Audrey Cordon-Ragot Élise Delzenne Anabelle Dreville Séverine Eraud Edwige Pitel (Route) Amélie Rivat       | Audrey Cordon-Ragot (Clm) Anabelle Dreville Séverine Eraud Edwige Pitel |
| 2017    | Sandrine Guirronnet | Aude Biannic Charlotte Bravard (Route) Audrey Cordon-Ragot Élise Delzenne Eugénie Duval Roxane Fournier                                    | Aude Biannic Audrey Cordon-Ragot (Clm)                                  |
| 2018    | Paul Brousse        | Aude Biannic (Route) Charlotte Bravard Audrey Cordon-Ragot Anabelle Dreville Eugénie Duval Séverine Eraud Victorie Guilman Juliette Labous | Audrey Cordon-Ragot (Clm) Juliette Labous                               |

| Édition | Sélectionneur | Coureuses sélectionnées en course-en-ligne | Coureuses sélectionnées en contre-la-montre | Coureuses sélectionnées pour le relais mixte                    |
| ------- | ------------- | --- | ------------------------------------------- | --------------------------------------------------------------- |
| 2019    | Paul Brousse  | Aude Biannic Coralie Demay Eugénie Duval Séverine Eraud Roxane Fournier Pascale Jeuland-Tranchant                                                                   | Séverine Eraud (Clm)                        | Coralie Demay Eugénie Duval Pascale Jeuland-Tranchant           |
| 2020    | Paul Brousse  | Aude Biannic Audrey Cordon-Ragot (Route) Coralie Demay Eugénie Duval Séverine Eraud Roxane Fournier Victorie Guilman Juliette Labous Greta Richioud Gladys Verhulst | Audrey Cordon-Ragot Juliette Labous (Clm)   | Audrey Cordon-Ragot Coralie Demay Séverine Eraud                |
| 2021    | Paul Brousse  | Aude Biannic Audrey Cordon-Ragot Eugénie Duval Victorie Guilman Juliette Labous Gladys Verhulst                                                                     | Audrey Cordon-Ragot (Clm) Juliette Labous   | Coralie Demay Eugénie Duval Gladys Verhulst                     |
| 2022    | Paul Brousse  | Victoire Berteau Clara Copponi Audrey Cordon-Ragot (Route) Coralie Demay Eugénie Duval Juliette Labous Gladys Verhulst Margaux Vigie                                | Audrey Cordon-Ragot (Clm) Juliette Labous   | -                                                               |
| 2023    | Paul Brousse  | Victoire Berteau (Route) Aude Biannic Audrey Cordon-Ragot Maëlle Grossetête Juliette Labous Marie Le Net Gladys Verhulst Jade Wiel                                  | Audrey Cordon-Ragot Juliette Labous         | · Audrey Cordon-Ragot · Cédrine Kerbaol (Clm) · Juliette Labous |
| 2024    | Paul Brousse  | Victoire Berteau Marion Borras Clara Copponi Audrey Cordon-Ragot Marie Le Net Gladys Verhulst Margaux Vigie Jade Wiel                                               | -                                           | -                                                               |